# Liste des sites Natura 2000 de l'Isère
Cet article recense les sites Natura 2000 de l'Isère, en France.

## Statistiques
l'Isère compte en 2016 26 sites classés Natura 2000.
22 bénéficient d'un classement comme site d'intérêt communautaire (SIC), 4 comme zone de protection spéciale (ZPS).

## Liste
- Milieux alluviaux et aquatiques du Rhône de Jons à Anthon.
- Basse vallée de l'Ain, confluence Ain-Rhône.
- Tuffières du Vercors
- Étangs, landes, vallons tourbeux humides et ruisseaux à écrevisses de Chambaran.
- L'Isle Crémieu
- Étang et tourbière du Grand Lemps-Châbons.
- Marais alcalins de l'Ainan et Bavonne.
- Tourbières du Luitel et leur bassin versant.
- Cembraie, pelouses, lacs et tourbières de Belledonne, de Chamrousse au Grand Colon.
- Landes, tourbières et habitats rocheux du massif du Taillefer.
- Marais à laîche bicolore, prairies de fauche et habitats rocheux du vallon du Ferrand et du plateau d'Emparis
- Milieux alluviaux, pelouses steppiques et pessières du bassin de Bourg-dOisans.
- Landes, pelouses, forêts remarquables et habitats rocheux des hauts plateaux de Chartreuse et de ses versants.
- Forêts de ravins, lande et habitats rocheux des ubacs du Charmant Som et des gorges du Guiers Mort.
- Tourbière de Saint-Laurent-du-Pont.
- Prairies à orchidées, tuffières et gorges de la Bourne.
- Landes, pelouses, forêts remarquables et habitats rocheux des hauts plateaux et de la bordure orientale du Vercors.
- Pelouses, forêts remarquables et habitats rocheux du plateau du Sornin.
- Landes, pelouses, forêts remarquables et habitats rocheux du massif de l'Obiou et des gorges de la Souloise.
- Milieux alluviaux et aquatiques de l'île de la Platière.
- Massif de la Muzelle en Oisans - Parc des Écrins.
- Forêts, landes et prairies de fauche des versants du col d'Ornon.
- Hauts plateaux du Vercors.
- Îles du Haut Rhône.
- Île de la Platrière.
- Les Écrins.